# Interlands Schots voetbalelftal 1920-1929
Deze pagina toont een chronologisch en gedetailleerd overzicht van de interlands die het Schots voetbalelftal heeft gespeeld in de periode 1920 – 1929.

## Interlands

### 1920
|                                                                                        |               |       |                  |                                                                           |
| 26 februari British Home Championship 1919/20 № 114 «onderlinge duels» 15:00 uur (UTC) | Wales         | 1 – 1 | Schotland        | Ninian Park, Cardiff Toeschouwers: 15.000 Scheidsrechter: Jim Mason (ENG) |
| 26 februari British Home Championship 1919/20 № 114 «onderlinge duels» 15:00 uur (UTC) | Jack Evans 5' |       | 78' Tommy Cairns | Ninian Park, Cardiff Toeschouwers: 15.000 Scheidsrechter: Jim Mason (ENG) |

|                                                                                     |                                                    |       |         |                                                                           |
| 13 maart British Home Championship 1919/20 № 115 «onderlinge duels» 15:00 uur (UTC) | Schotland                                          | 3 – 0 | Ierland | Celtic Park, Glasgow Toeschouwers: 39.757 Scheidsrechter: Jim Mason (ENG) |
| 13 maart British Home Championship 1919/20 № 115 «onderlinge duels» 15:00 uur (UTC) | Andy Wilson 8' Alan Morton 42' Andy Cunningham 55' |       |         | Celtic Park, Glasgow Toeschouwers: 39.757 Scheidsrechter: Jim Mason (ENG) |

|                                                                                       |                                                                   |       |                                                        |                                                                                |
| 10 april British Home Championship 1919/20 № 116 «onderlinge duels» 15:30 uur (UTC+1) | Engeland                                                          | 5 – 4 | Schotland                                              | Hillsborough, Sheffield Toeschouwers: 35.000 Scheidsrechter: Tom Dougray (SCO) |
| 10 april British Home Championship 1919/20 № 116 «onderlinge duels» 15:30 uur (UTC+1) | Jack Cock 9' Alf Quantrill 15' Bob Kelly 57', 73' Fred Morris 67' |       | 13', 40' Tom Miller 21' Andy Wilson 31' Alex Donaldson | Hillsborough, Sheffield Toeschouwers: 35.000 Scheidsrechter: Tom Dougray (SCO) |

### 1921
|                                                                                        |                      |       |                 |                                                                                  |
| 12 februari British Home Championship 1920/21 № 117 «onderlinge duels» 14:30 uur (UTC) | Schotland            | 2 – 1 | Wales           | Pittodrie Stadium, Aberdeen Toeschouwers: 20.824 Scheidsrechter: Jim Mason (ENG) |
| 12 februari British Home Championship 1920/21 № 117 «onderlinge duels» 14:30 uur (UTC) | Andy Wilson 10', 46' |       | 30' Dai Collier | Pittodrie Stadium, Aberdeen Toeschouwers: 20.824 Scheidsrechter: Jim Mason (ENG) |

|                                                                        |         |                                        |           |                                                                              |
| 26 februari British Home Championship 1920/21 № 118 «onderlinge duels» | Ierland | 0 – 2                                  | Schotland | Windsor Park, Belfast Toeschouwers: 35.000 Scheidsrechter: Arthur Ward (ENG) |
| 26 februari British Home Championship 1920/21 № 118 «onderlinge duels» |         | 11' (pen.) Andy Wilson 89' Joe Cassidy |           | Windsor Park, Belfast Toeschouwers: 35.000 Scheidsrechter: Arthur Ward (ENG) |

|                                                                                      |                                                     |       |          |                                                                               |
| 9 april British Home Championship 1920/21 № 119 «onderlinge duels» 15:00 uur (UTC+1) | Schotland                                           | 3 – 0 | Engeland | Hampden Park, Glasgow Toeschouwers: 100.000 Scheidsrechter: Arthur Ward (ENG) |
| 9 april British Home Championship 1920/21 № 119 «onderlinge duels» 15:00 uur (UTC+1) | Andy Wilson 20' Alan Morton 43' Andy Cunningham 53' |       |          | Hampden Park, Glasgow Toeschouwers: 100.000 Scheidsrechter: Arthur Ward (ENG) |

### 1922
|                                                                       |                               |       |                     |                                                                                  |
| 4 februari British Home Championship 1921/22 № 120 «onderlinge duels» | Wales                         | 2 – 1 | Schotland           | Racecourse Ground, Wrexham Toeschouwers: 7.000 Scheidsrechter: Arthur Ward (ENG) |
| 4 februari British Home Championship 1921/22 № 120 «onderlinge duels» | Len Davies 7' Stan Davies 25' |       | 65' Sandy Archibald | Racecourse Ground, Wrexham Toeschouwers: 7.000 Scheidsrechter: Arthur Ward (ENG) |

|                                                                    |                      |       |                     |                                                                             |
| 4 maart British Home Championship 1921/22 № 121 «onderlinge duels» | Schotland            | 2 – 1 | Ierland             | Celtic Park, Glasgow Toeschouwers: 25.000 Scheidsrechter: Arthur Ward (ENG) |
| 4 maart British Home Championship 1921/22 № 121 «onderlinge duels» | Andy Wilson 62', 83' |       | 43' Billy Gillespie | Celtic Park, Glasgow Toeschouwers: 25.000 Scheidsrechter: Arthur Ward (ENG) |

|                                                                                      |          |                 |           |                                                                               |
| 8 april British Home Championship 1921/22 № 122 «onderlinge duels» 15:00 uur (UTC+1) | Engeland | 0 – 1           | Schotland | Villa Park, Birmingham Toeschouwers: 33.646 Scheidsrechter: Tom Dougray (SCO) |
| 8 april British Home Championship 1921/22 № 122 «onderlinge duels» 15:00 uur (UTC+1) |          | 62' Andy Wilson |           | Villa Park, Birmingham Toeschouwers: 33.646 Scheidsrechter: Tom Dougray (SCO) |

### 1923
|                                                                                    |               |                 |           |                                                                              |
| 3 maart British Home Championship 1922/23 № 123 «onderlinge duels» 15:30 uur (UTC) | Noord-Ierland | 0 – 1           | Schotland | Windsor Park, Belfast Toeschouwers: 30.000 Scheidsrechter: Arthur Ward (ENG) |
| 3 maart British Home Championship 1922/23 № 123 «onderlinge duels» 15:30 uur (UTC) |               | 67' Andy Wilson |           | Windsor Park, Belfast Toeschouwers: 30.000 Scheidsrechter: Arthur Ward (ENG) |

|                                                                     |                     |       |       |                                                                             |
| 17 maart British Home Championship 1922/23 № 124 «onderlinge duels» | Schotland           | 2 – 0 | Wales | Love Street, Paisley Toeschouwers: 25.000 Scheidsrechter: Isaac Baker (ENG) |
| 17 maart British Home Championship 1922/23 № 124 «onderlinge duels» | Andy Wilson 7', 55' |       |       | Love Street, Paisley Toeschouwers: 25.000 Scheidsrechter: Isaac Baker (ENG) |

|                                                                                     |                                     |       |                              |                                                                              |
| 14 april British Home Championship 1922/23 № 125 «onderlinge duels» 15:00 uur (UTC) | Schotland                           | 2 – 2 | Engeland                     | Hampden Park, Glasgow Toeschouwers: 71.000 Scheidsrechter: Arthur Ward (ENG) |
| 14 april British Home Championship 1922/23 № 125 «onderlinge duels» 15:00 uur (UTC) | Andy Cunningham 31' Andy Wilson 55' |       | 23' Bob Kelly 42' Vic Watson | Hampden Park, Glasgow Toeschouwers: 71.000 Scheidsrechter: Arthur Ward (ENG) |

### 1924
|                                                                                        |                                  |       |           |                                                                                 |
| 16 februari British Home Championship 1923/24 № 126 «onderlinge duels» 15:30 uur (UTC) | Wales                            | 2 – 0 | Schotland | Ninian Park, Cardiff Toeschouwers: 26.000 Scheidsrechter: Herbert Andrews (ENG) |
| 16 februari British Home Championship 1923/24 № 126 «onderlinge duels» 15:30 uur (UTC) | Willie Davies 50' Len Davies 73' |       |           | Ninian Park, Cardiff Toeschouwers: 26.000 Scheidsrechter: Herbert Andrews (ENG) |

|                                                                    |                                      |       |               |                                                                             |
| 1 maart British Home Championship 1923/24 № 127 «onderlinge duels» | Schotland                            | 2 – 0 | Noord-Ierland | Celtic Park, Glasgow Toeschouwers: 30.000 Scheidsrechter: Noel Watson (ENG) |
| 1 maart British Home Championship 1923/24 № 127 «onderlinge duels» | Andy Cunningham 85' David Morris 89' |       |               | Celtic Park, Glasgow Toeschouwers: 30.000 Scheidsrechter: Noel Watson (ENG) |

|                                                                                     |                  |       |                          |                                                                                |
| 12 april British Home Championship 1923/24 № 128 «onderlinge duels» 15:00 uur (UTC) | Engeland         | 1 – 1 | Schotland                | Wembley Stadium, Londen Toeschouwers: 37.250 Scheidsrechter: Tom Dougray (SCO) |
| 12 april British Home Championship 1923/24 № 128 «onderlinge duels» 15:00 uur (UTC) | Billy Walker 60' |       | 40' (e.d.) Edward Taylor | Wembley Stadium, Londen Toeschouwers: 37.250 Scheidsrechter: Tom Dougray (SCO) |

### 1925
|                                                                        |                                               |       |                    |                                                                                   |
| 14 februari British Home Championship 1924/25 № 129 «onderlinge duels» | Schotland                                     | 3 – 1 | Wales              | Tynecastle Park, Edinburgh Toeschouwers: 23.000 Scheidsrechter: Arthur Ward (ENG) |
| 14 februari British Home Championship 1924/25 № 129 «onderlinge duels» | Davie Meiklejohn 9' Hughie Gallacher 45', 61' |       | 45' Billy Williams | Tynecastle Park, Edinburgh Toeschouwers: 23.000 Scheidsrechter: Arthur Ward (ENG) |

|                                                                                        |               |                                                         |           |                                                                              |
| 28 februari British Home Championship 1924/25 № 130 «onderlinge duels» 15:00 uur (UTC) | Noord-Ierland | 0 – 3                                                   | Schotland | Windsor Park, Belfast Toeschouwers: 35.000 Scheidsrechter: Noel Watson (ENG) |
| 28 februari British Home Championship 1924/25 № 130 «onderlinge duels» 15:00 uur (UTC) |               | 4' Davie Meiklejohn 24' Hughie Gallacher 36' Jimmy Dunn |           | Windsor Park, Belfast Toeschouwers: 35.000 Scheidsrechter: Noel Watson (ENG) |

|                                                                                    |                           |       |          |                                                                              |
| 4 april British Home Championship 1924/25 № 131 «onderlinge duels» 15:00 uur (UTC) | Schotland                 | 2 – 0 | Engeland | Hampden Park, Glasgow Toeschouwers: 92.000 Scheidsrechter: Arthur Ward (ENG) |
| 4 april British Home Championship 1924/25 № 131 «onderlinge duels» 15:00 uur (UTC) | Hughie Gallacher 36', 85' |       |          | Hampden Park, Glasgow Toeschouwers: 92.000 Scheidsrechter: Arthur Ward (ENG) |

|                                                                       |       |                                                      |           |                                                                                  |
| 31 oktober British Home Championship 1925/26 № 132 «onderlinge duels» | Wales | 0 – 3                                                | Schotland | Ninian Park, Cardiff Toeschouwers: 18.000 Scheidsrechter: Ernest Pinckston (ENG) |
| 31 oktober British Home Championship 1925/26 № 132 «onderlinge duels» |       | 75' Johnny Duncan 85' Adam McLean 88' William Clunas |           | Ninian Park, Cardiff Toeschouwers: 18.000 Scheidsrechter: Ernest Pinckston (ENG) |

### 1926
|                                                                        |                                                    |       |               |                                                                               |
| 27 februari British Home Championship 1925/26 № 133 «onderlinge duels» | Schotland                                          | 4 – 0 | Noord-Ierland | Ibrox Stadium, Glasgow Toeschouwers: 25.000 Scheidsrechter: Noel Watson (ENG) |
| 27 februari British Home Championship 1925/26 № 133 «onderlinge duels» | Hughie Gallacher 14', 48', 65' Andy Cunningham 40' |       |               | Ibrox Stadium, Glasgow Toeschouwers: 25.000 Scheidsrechter: Noel Watson (ENG) |

|                                                                                     |          |                  |           |                                                                                |
| 17 april British Home Championship 1925/26 № 134 «onderlinge duels» 15:00 uur (UTC) | Engeland | 0 – 1            | Schotland | Old Trafford, Stretford Toeschouwers: 49.429 Scheidsrechter: Tom Dougray (SCO) |
| 17 april British Home Championship 1925/26 № 134 «onderlinge duels» 15:00 uur (UTC) |          | 36' Alex Jackson |           | Old Trafford, Stretford Toeschouwers: 49.429 Scheidsrechter: Tom Dougray (SCO) |

|                                                                                       |                                            |       |       |                                                                                          |
| 30 oktober British Home Championship 1926/27 № 135 «onderlinge duels» 15:00 uur (UTC) | Schotland                                  | 3 – 0 | Wales | Ibrox Stadium, Glasgow Toeschouwers: 40.500 Scheidsrechter: William Edward Forshaw (ENG) |
| 30 oktober British Home Championship 1926/27 № 135 «onderlinge duels» 15:00 uur (UTC) | Hughie Gallacher 20' Alex Jackson 33', 73' |       |       | Ibrox Stadium, Glasgow Toeschouwers: 40.500 Scheidsrechter: William Edward Forshaw (ENG) |

### 1927
|                                                                                        |               |                      |           |                                                                              |
| 26 februari British Home Championship 1926/27 № 136 «onderlinge duels» 15:00 uur (UTC) | Noord-Ierland | 0 – 2                | Schotland | Windsor Park, Belfast Toeschouwers: 38.000 Scheidsrechter: Noel Watson (ENG) |
| 26 februari British Home Championship 1926/27 № 136 «onderlinge duels» 15:00 uur (UTC) |               | 44', 89' Alan Morton |           | Windsor Park, Belfast Toeschouwers: 38.000 Scheidsrechter: Noel Watson (ENG) |

|                                                                                    |                 |       |                     |                                                                               |
| 2 april British Home Championship 1926/27 № 137 «onderlinge duels» 15:00 uur (UTC) | Schotland       | 1 – 2 | Engeland            | Hampden Park, Glasgow Toeschouwers: 111.214 Scheidsrechter: Arthur Ward (ENG) |
| 2 april British Home Championship 1926/27 № 137 «onderlinge duels» 15:00 uur (UTC) | Alan Morton 48' |       | 65', 88' Billy Dean | Hampden Park, Glasgow Toeschouwers: 111.214 Scheidsrechter: Arthur Ward (ENG) |

|                                                                                       |                                           |       |                                             |                                                                                       |
| 29 oktober British Home Championship 1927/28 № 138 «onderlinge duels» 15:00 uur (UTC) | Wales                                     | 2 – 2 | Schotland                                   | Racecourse Ground, Wrexham Toeschouwers: 16.000 Scheidsrechter: Harry Kingscott (ENG) |
| 29 oktober British Home Championship 1927/28 № 138 «onderlinge duels» 15:00 uur (UTC) | Ernest Curtis 44' Jimmy Gibson 76' (e.d.) |       | 14' Hughie Gallacher 16' (pen.) Jock Hutton | Racecourse Ground, Wrexham Toeschouwers: 16.000 Scheidsrechter: Harry Kingscott (ENG) |

### 1928
|                                                                                        |           |                    |               |                                                                                 |
| 25 februari British Home Championship 1927/28 № 139 «onderlinge duels» 15:00 uur (UTC) | Schotland | 0 – 1              | Noord-Ierland | Firhill Stadium, Glasgow Toeschouwers: 55.000 Scheidsrechter: Arthur Ward (ENG) |
| 25 februari British Home Championship 1927/28 № 139 «onderlinge duels» 15:00 uur (UTC) |           | 13' Jimmy Chambers |               | Firhill Stadium, Glasgow Toeschouwers: 55.000 Scheidsrechter: Arthur Ward (ENG) |

|                                                                                     |               |       |                                               |                                                                                |
| 31 maart British Home Championship 1927/28 № 140 «onderlinge duels» 15:00 uur (UTC) | Engeland      | 1 – 5 | Schotland                                     | Wembley Stadium, Londen Toeschouwers: 80.868 Scheidsrechter: Willie Bell (SCO) |
| 31 maart British Home Championship 1927/28 № 140 «onderlinge duels» 15:00 uur (UTC) | Bob Kelly 89' |       | 3', 65', 86' Alex Jackson 44', 67' Alex James | Wembley Stadium, Londen Toeschouwers: 80.868 Scheidsrechter: Willie Bell (SCO) |

|                                                                                       |                                               |       |                        |                                                                                   |
| 27 oktober British Home Championship 1928/29 № 141 «onderlinge duels» 15:00 uur (UTC) | Schotland                                     | 4 – 2 | Wales                  | Ibrox Stadium, Glasgow Toeschouwers: 50.421 Scheidsrechter: Harry Kingscott (ENG) |
| 27 oktober British Home Championship 1928/29 № 141 «onderlinge duels» 15:00 uur (UTC) | Hughie Gallacher 25', 42', 49' Jimmy Dunn 56' |       | 12', 75' Willie Davies | Ibrox Stadium, Glasgow Toeschouwers: 50.421 Scheidsrechter: Harry Kingscott (ENG) |

### 1929
|                                                                                        |                                       |       |                                                                        |                                                                              |
| 23 februari British Home Championship 1928/29 № 142 «onderlinge duels» 15:00 uur (UTC) | Noord-Ierland                         | 3 – 7 | Schotland                                                              | Windsor Park, Belfast Toeschouwers: 35.000 Scheidsrechter: Albert Fogg (ENG) |
| 23 februari British Home Championship 1928/29 № 142 «onderlinge duels» 15:00 uur (UTC) | Dick Rowley 16', 42' Joe Bambrick 58' |       | 3', 9', 14', 51' Hughie Gallacher 33', 82' Alex Jackson 76' Alex James | Windsor Park, Belfast Toeschouwers: 35.000 Scheidsrechter: Albert Fogg (ENG) |

|                                                                                     |                 |       |          |                                                                                  |
| 13 april British Home Championship 1928/29 № 143 «onderlinge duels» 15:00 uur (UTC) | Schotland       | 1 – 0 | Engeland | Hampden Park, Glasgow Toeschouwers: 110.512 Scheidsrechter: Arnold Josephs (ENG) |
| 13 april British Home Championship 1928/29 № 143 «onderlinge duels» 15:00 uur (UTC) | Alex Cheyne 90' |       |          | Hampden Park, Glasgow Toeschouwers: 110.512 Scheidsrechter: Arnold Josephs (ENG) |

|                                                   |                                                   |       |                                                                                 |                                                                                   |
| 26 mei Vriendschappelijk № 144 «onderlinge duels» | Noorwegen                                         | 3 – 7 | Schotland                                                                       | Brannstadion, Bergen Toeschouwers: 4.000 Scheidsrechter: Fredrik Schieldrop (NOR) |
| 26 mei Vriendschappelijk № 144 «onderlinge duels» | 4', 76' Kaare Kongsvik 37' Sverre Berg-Johannesen |       | 6' Bobby Rankin 27' Tully Craig 30', 64', 68' Alex Cheyne 47', 52' Jimmy Nisbet | Brannstadion, Bergen Toeschouwers: 4.000 Scheidsrechter: Fredrik Schieldrop (NOR) |

|                                                                     |               |       |                  |                                                                                  |
| 1 juni Vriendschappelijk № 145 «onderlinge duels» 18:00 uur (UTC+1) | Duitsland     | 1 – 1 | Schotland        | Grunewaldstadion, Berlijn Toeschouwers: 40.000 Scheidsrechter: Otto Olsson (SWE) |
| 1 juni Vriendschappelijk № 145 «onderlinge duels» 18:00 uur (UTC+1) | Hans Ruch 49' |       | 87' Willie Imrie | Grunewaldstadion, Berlijn Toeschouwers: 40.000 Scheidsrechter: Otto Olsson (SWE) |

|                                                                        |           |                                           |           |                                                                                       |
| 4 juni Vriendschappelijk № 146 «onderlinge duels» 19:30 uur (UTC+1:20) | Nederland | 0 – 2                                     | Schotland | Olympisch Stadion, Amsterdam Toeschouwers: 24.000 Scheidsrechter: John Langenus (BEL) |
| 4 juni Vriendschappelijk № 146 «onderlinge duels» 19:30 uur (UTC+1:20) |           | 30' Jimmy Fleming 44' (pen.) Bobby Rankin |           | Olympisch Stadion, Amsterdam Toeschouwers: 24.000 Scheidsrechter: John Langenus (BEL) |

|                                                                                       |                                      |       |                                                          |                                                                                 |
| 26 oktober British Home Championship 1929/30 № 147 «onderlinge duels» 15:00 uur (UTC) | Wales                                | 2 – 4 | Schotland                                                | Ninian Park, Cardiff Toeschouwers: 20.000 Scheidsrechter: William McClean (NIR) |
| 26 oktober British Home Championship 1929/30 № 147 «onderlinge duels» 15:00 uur (UTC) | Taffy O'Callaghan 47' Len Davies 48' |       | 9', 20' Hughie Gallacher 82' Alex James 88' Jimmy Gibson | Ninian Park, Cardiff Toeschouwers: 20.000 Scheidsrechter: William McClean (NIR) |

SFA · A-internationals · Selecties · Bondscoaches · Statistieken · Schots vrouwenelftal · Brits olympisch elftal · Schotland U21 · Schotland U20 · Schotland U19 · Schotland U18 · Schotland U17 · Schotland U16 · Vrouwen U17
1872 – 1899 ·
1900 – 1919 ·
1920 – 1929 ·
1930 – 1939 ·
1940 – 1949 ·
1950 – 1959 ·
1960 – 1969 ·
1970 – 1979 ·
1980 – 1989 ·
1990 – 1999 ·
2000 – 2009 ·
2010 – 2019 ·
2020 − 2029
EK's: 1992 ·
1996 ·
2020 ·
2024
WK's: 1954 ·
1958 ·
1974 ·
1978 ·
1982 ·
1986 ·
1990 ·
1998
1872 ·
1873 ·
1874 ·
1875 ·
1876 ·
1877 ·
1878 ·
1878 ·
1879 ·
1880 ·
1881 ·
1882 ·
1883 ·
1884 ·
1885 ·
1886 ·
1887 ·
1888 ·
1889 ·
1890 ·
1891 ·
1892 ·
1893 ·
1894 ·
1895 ·
1896 ·
1897 ·
1898 ·
1899 ·
1900 ·
1901 ·
1902 ·
1903 ·
1904 ·
1905 ·
1906 ·
1907 ·
1908 ·
1909 ·
1910 ·
1911 ·
1912 ·
1913 ·
1914 ·
1915–1919 ·
1920 ·
1921 ·
1922 ·
1923 ·
1924 ·
1925 ·
1926 ·
1927 ·
1928 ·
1929 ·
1930 ·
1931 ·
1932 ·
1933 ·
1934 ·
1935 ·
1936 ·
1937 ·
1938 ·
1939 ·
1940–1945 ·
1946 ·
1947 ·
1948 ·
1949 ·
1950 ·
1951 ·
1952 ·
1953 ·
1954 ·
1955 ·
1956 ·
1957 ·
1958 ·
1959 ·
1960 ·
1960 ·
1961 ·
1962 ·
1963 ·
1964 ·
1965 ·
1966 ·
1967 ·
1968 ·
1969 ·
1970 ·
1971 ·
1972 ·
1973 ·
1974 ·
1975 ·
1976 ·
1977 ·
1978 ·
1979 ·
1980 ·
1981 ·
1982 ·
1983 ·
1984 ·
1985 ·
1986 ·
1987 ·
1988 ·
1989 ·
1990 ·
1991 ·
1992 ·
1993 ·
1994 ·
1995 ·
1996 ·
1997 ·
1998 ·
1999 ·
2000 ·
2001 ·
2002 ·
2003 ·
2004 ·
2005 ·
2006 ·
2007 ·
2008 ·
2009 ·
2010 ·
2011 ·
2012 ·
2013 ·
2014 · 
2015 · 
2016 · 
2017 ·
2018 ·
2019 ·
2020 ·
2021 ·
2022
Albanië ·
Argentinië · 
Armenië ·
Australië ·
België ·
Bosnië en Herzegovina ·
Brazilië ·
Bulgarije ·
Canada ·
Chili ·
Colombia ·
Congo-Kinshasa ·
Costa Rica ·
Cyprus ·
DDR ·
Denemarken ·
Duitsland ·
Ecuador ·
Egypte ·
Engeland ·
Estland ·
Faeröer ·
Finland ·
Frankrijk ·
Georgië ·
Gibraltar · 
GOS ·
Griekenland ·
Hongarije ·
Ierland ·
IJsland ·
Iran ·
Israël ·
Italië ·
Japan ·
Joegoslavië ·
Kazachstan ·
Kroatië ·
Letland ·
Liechtenstein ·
Litouwen ·
Luxemburg ·
Malta ·
Marokko ·
Mexico ·
Moldavië ·
Nederland ·
Nieuw-Zeeland ·
Nigeria · 
Noord-Ierland ·
Noord-Macedonië ·
Noorwegen ·
Oekraïne ·
Oostenrijk ·
Paraguay ·
Peru ·
Polen ·
Portugal ·
Qatar ·
Roemenië ·
Rusland ·
San Marino ·
Saoedi-Arabië ·
Servië ·
Slovenië ·
Slowakije · 
Sovjet-Unie ·
Spanje ·
Trinidad en Tobago · 
Tsjechië ·
Tsjecho-Slowakije ·
Turkije · 
Uruguay ·
Verenigde Staten ·
Wales ·
Wit-Rusland ·
Zuid-Afrika ·
Zuid-Korea ·
Zweden ·
Zwitserland
Engeland (2021) · 
Kroatië (2021) · 
Nieuw-Zeeland (1982) · 
Tsjechië (2021)
België · Bulgarije · Denemarken · Duitsland · Engeland · Estland · Finland · Frankrijk · Griekenland · Hongarije · Ierland · Italië · Joegoslavië · Letland · Litouwen · Luxemburg · Nederland · Noord-Ierland · Noorwegen · Oostenrijk · Polen · Portugal · Roemenië · Schotland · Sovjet-Unie · Spanje · Tsjecho-Slowakije · Turkije · Wales · Zweden · Zwitserland